# 博迪尼昂
博迪尼昂（法語：Baudignan，法語發音：[bodiɲɑ̃]）是法国朗德省的一个市镇，属于蒙德马桑区。

## 地理
博迪尼昂（44°5'21"N, 0°3'2"E）面积23.3 平方千米，位于法国新阿基坦大区朗德省，该省份为法国西南部沿海省份，是法國本土面积第二大的省，北起吉倫特省，西临大西洋，南至大西洋比利牛斯省，东临热尔省，东北与洛特-加龍省接壤。
与博迪尼昂接壤的市镇（或旧市镇、城区）包括：阿尔克斯、吕邦、兰贝兹和博迪耶茨。

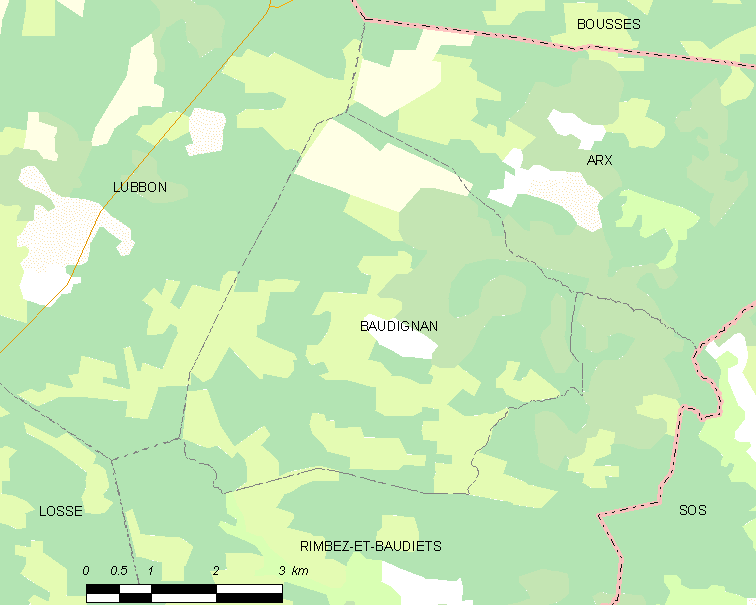
博迪尼昂的OSM定位图

博迪尼昂的时区为UTC+01:00、UTC+02:00（夏令时）。

## 行政
博迪尼昂的邮政编码为40310，INSEE市镇编码为40030。

## 政治
博迪尼昂所属的省级选区为上朗德-阿马尼亚克县。

## 人口

1962-2008年间博迪尼昂人口变化图示

博迪尼昂于2022年1月1日时的人口数量为53人。